# Dalslänningen
Bengtsfors-Tidningen Dalslänningen är en svensk morgontidning som utkommer sedan 1925. Den fullständiga titeln i tidningshuvudet var till 2014 Bengtsforstidningen-Dalslänningen, därefter enbart Dalslänningen. Bengtsfors-Tidningen kvarstår dock i redaktionsrutan. 1925-1927 hade tidningen enbart titeln Bengtsforstidningen.

## Redaktion
Bengtsfors har varit tidningens redaktionsort sedan 1925. Under chefredaktör Thomas Wallins ledarskap utökades tidningen på 1990-talet med en lokalredaktion i Dals-Ed samt på 2010-talet med en lokalredaktion i Färgelanda. Den sistnämnda blev uppmärksammad då den bröt rikstrenden med att minska lokaltidningars lokalredaktioner.  
Periodisk bilaga har varit TV och Radiobilaga, Företagsamma Dalsland och Färgelanda Nyheter under de sista 25 åren. Spridningsområdet har varit Dalsland, framför allt Bengtsfors, Dals-Eds och Färgelandas kommuner. Politisk tendens har varit obunden hela tiden med olika formuleringar neutral, opolitisk och liknande. Tidningen har utkommit två dagar i veckan antingen måndag och torsdag eller tisdag och fredag.1937 - 1946 var tidningen eftermiddagstidning annars morgontidning. Editionen  Melleruds nyheter Dalslänningen gavs ut från 1927 till slutet av 1936. En ny Mellerudedition saknar ordet Bengtsforstidningen i titeln perioden 1 mars 1988 till 17 maj 1988, den kommer ut bara en gång i veckan mot huvudtidningens två dagar. 
| Period                 | Ansvarig utgivare  | Titel      | Period                 | Redaktör                |
| 1927-07-12--1931-12-29 | Pehrson, Ernst     | redaktören | 1927-07-12--1931-12-29 | Pehrson, Ernst          |
| 1932-04-15--1975-06-24 | Skoglund, Waldemar | redaktören | 1932-01-05--1975-06-24 | Skoglund, Waldemar      |
| 1975-06-27--1985-06-28 | Skoglund, Gordon   |            | 1975-06-27--1985-06-28 | Skoglund, Gordon        |
| 1985-07-02--1992-01-28 | Bertilsson, Stig   |            | 1985-07-02--1990-03-09 | Bertilsson, Stig        |
| 1992-01-31--           | Wallin, Thomas     |            | 1990-03-13--1990-11-30 | Ingen uppgift           |
|                        |                    |            | 1990-12-04--1991-09-20 | Gorner, Björn red chef  |
|                        |                    |            | 1991-09-24--1991-12-31 | ingen uppgift           |
|                        |                    |            | 1992-01-03--1992-01-28 | Wallin, Thomas red chef |
|                        |                    |            | 1992-01-31--           | Wallin, Thomas redaktör |

## Förlag och tryckning, upplaga och pris
Förlag var Ernst Pehrsson i Lilla Edet 1927 enligt tidningen 16 juli 1965. Från 1928 till 1972 Dalslänningens tryckeri i Bengtsfors, 1972 till 31 december 2009 Dalslänningen aktiebolag i Bengtsfors och därefter Nya Wemlands-Tidningens AB i Karlstad.
Antikvan sattes på stora satsytor till 1995 då tidningen blev tabloid. Färg  var från 1 januari 1927 till 31 december 1971 bara svart men från 1 januari 1971 fyrfärg. Sidantalet var 8 från början och varierade från 6-12 till 1985.Sedan 1996 har tidningen haft som minst 20 sidor utom 2003 och som mest över 40 sidor. Tryckeri var inledningsvis Trollhättans tryckeriaktiebolag i Trollhättan men 1928 flyttade det till Dalslänningens tryckeri i Bengtsfors som tryckte tidningen till 1986 fastän det bytte namn.1987 tog VF tryckeri Aktiebolag i Karlstad över till 2009 och sedan har Nya Wermlands tidningens aktiebolag i Karlstad tryckt tidningen. Tryckeriutrustning var en snällpress till 1928, 1957 kom en flattrycksrotationspress att ta över. 1971 blev det en högtrycksrotationspress som tryckte i färg  innan offset tog över 1987.
Tidningens upplaga var 1933 1 800 och ökade till 4 600 exemplar i slutet av 1950-talet. Maximalupplaga 1988 med 8 366 i upplaga och den har sedan minskat och var 2020 nere i 5 500 exemplar.  Annonsomfattning har legat på omkring 40 procent med som mest 50,7 procent 2017 och som minst 37,9 procent 2018. Priset för tidningen var 1928-1930 5 kronor helåret, och var relativt stabilt till 1960-talet. Tidningen kostade 27,50 kr år 1969. 1990 var priset 310 kr, 2000 570 kr och 2021 var priset 1 778 kr för en helårsprenumeration,